# Georg Bender
Georg Bender (ur. 21 grudnia 1848 koło Królewca, zm. 4 lutego 1924 we Wrocławiu) – niemiecki polityk, burmistrz Torunia w latach 1880–1891, nadburmistrz Wrocławia w latach 1891–1912.

## Życiorys
Prawnik z wykształcenia, studiował w rodzinnym mieście oraz na uniwersytecie w Jenie. Jako ochotnik jednoroczny wziął udział w wojnie francusko-pruskiej. W latach 1878–1880 był sędzią w sądzie powiatowym w Olecku, w tym samym okresie radnym i syndykiem w Toruniu. Tu też w latach 1880–1888 pełnił obowiązki drugiego burmistrza, po czym został wybrany nadburmistrzem. Rozbudował miejskie wodociągi i kanalizację, uruchomił linię tramwajową.
Prowadził tam także amatorskie badania historii miasta, m.in. ustalił, który dom był własnością ojca Mikołaja Kopernika. Wydał książkę Heimat und Volkstum der Familie Koppernigk, w której twierdził, iż Kopernik był Niemcem, a teorie o jego polskim pochodzeniu przypisał próbie zagarnięcia go przez Polaków, którzy według Bendera „nie dali ludzkości żadnego wielkiego uczonego”. Na podstawie jego publikacji uznano, że tam urodził się słynny astronom i do dziś w tejże kamienicy znajduje się Muzeum Mikołaja Kopernika.
W 1891 wybrano go nadburmistrzem Wrocławia, a od 1900 po podporządkowaniu policji władzom miejskim był także naczelnikiem miejskiej policji budowlanej. Jako burmistrz miasta został członkiem pruskiej Izby Panów. Był również zastępcą przewodniczącego Sejmiku Prowincjonalnego (niem. Provinziallandtag) prowincji śląskiej i zastępcą przewodniczącego Śląskiego Towarzystwa Kultury Ojczystej (niem. Schlesische Gesellschaft für vaterländische Kultur).
W czasie jego kadencji we Wrocławiu doszło do wielkiej ekspansji terytorialnej miasta i prosperity inwestycyjnej oraz gospodarczej. Zbudowano szereg osiedli mieszkaniowych, parków miejskich, szkół, gmachów użyteczności publicznej, mostów. Elektryczna sieć tramwajowa zastąpiła tramwaje konne, którą wkrótce komunalizował wykupując prywatne przedsiębiorstwa. Był inicjatorem budowy kontrowersyjnej wówczas i drogiej (2 mln marek) Hali Stulecia. Powstał port miejski oraz kolejowa obwodnica towarowa. Rozwój ilustruje fakt, iż w pierwszym roku jego kadencji we Wrocławiu na powierzchni ok. 3 tys. ha żyło 340 tys. mieszkańców, a budżet gminy wynosił 14 mln marek rocznie. W ostatnim roku burmistrzowania Bendera mieszkańców było 540 tys., terytorium Wrocławia zajmowało ok. 5 tys. ha, a budżet sięgał 45 mln marek.
Pochowany na Cmentarzu Osobowickim we Wrocławiu. Jego trumnę w kondukcie wiozła platforma tramwajowa.

## Upamiętnienie
W 1899 został doktorem honoris causa filozofii Uniwersytetu Wrocławskiego, później doktorem h.c. medycyny w uznaniu przebudowy wodociągów miejskich i wreszcie doktorem honoris causa – świeżo powstałej w 1910 – Wyższej Szkoły Technicznej, przyszłej Politechniki. W 1912 w roku złożenia urzędu ze względu na stan zdrowia został honorowym obywatelem miasta Wrocławia.
Jego imieniem do 1945 nazywany był plac Georg-Bender-Platz (obecnie plac Staszica) we Wrocławiu. W założonnym w czasie prezydentury Bendera Parku Południowym istnieje wzgórze jego imienia. Od 2013 roku we Wrocławiu działa Towarzystwo Benderowskie, które swoją nazwą chce upamiętnić Georga Bendera.